# مكتب ذخائر الجيش

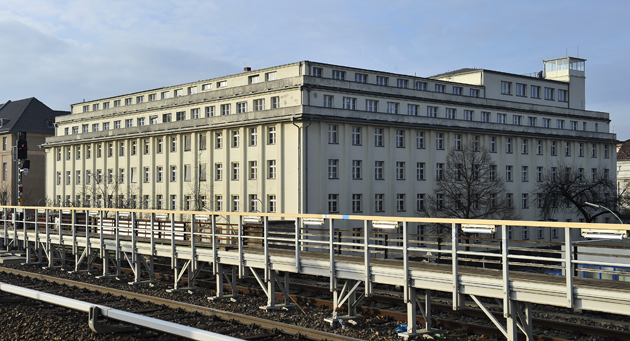

مكتب ذخائر الجيش (WaA) وكالة أسلحة الجيش الألماني. كان مركزًا للبحث والتطوير في جمهورية فايمار، ثم الرايخ الثالث للأسلحة والذخيرة والمعدات العسكرية للرايخويهر الألماني ثم الفيرماخت. تأسست في 8 نوفمبر 1919 باسم Reichwaffenamt (RWA)، و5 مايو 1922 تم تغيير الاسم إلى Heereswaffenamt (HWA).
أُوكلت مهمة الإشراف على برنامج إعادة تسليح ألمانيا العملاق قبل الحرب العالمية الثانية إلى Heeresabnahmestelle (منظمة قبول الجي ، والتي يشار إليها عادة باسم Abnahme )، وهي شركة تابعة لـ Heereswaffenamt.
بحلول عام 1940، تألفت من 25000 رجل في خمس إدارات في 16 منطقة تفتيش، معززة من قبل موظفي المصنع المختارين خصيصًا الذين تم تعيينهم لمساعدة مفتشي وافينامت في كل منشأة تصنيع. في وقت لاحق، في منتصف عام 1944، تم إطلاق سراح ما يقرب من 8000 من مفتشيها للخدمة على الجبهة.

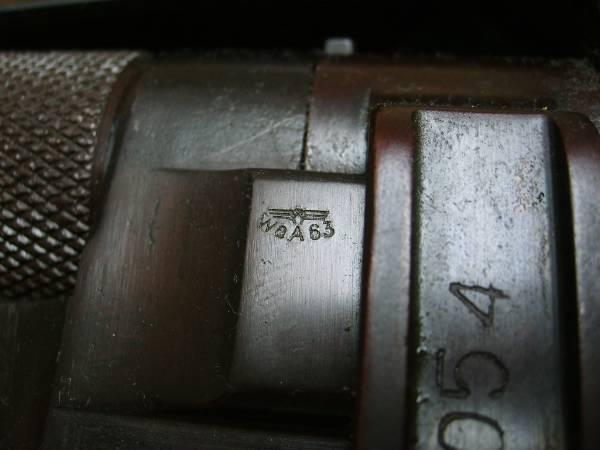
مثال على ختم Waffenamt.

## رؤساء مكتب للأسلحة
صورة
|  | {{{officeholder}}} |
|  | {{{officeholder}}} |
|  | {{{officeholder}}} |
|  | {{{officeholder}}} |
|  | {{{officeholder}}} |
|  | {{{officeholder}}} |
|  | {{{officeholder}}} |
|  | {{{officeholder}}} |